# Port lotniczy Cà Mau
Port lotniczy Cà Mau (Sân bay Cà Mau) – międzynarodowy port lotniczy położony 6 km na wschód od Cà Mau, prowincji Cà Mau. Należy do grupy małych prowincjonalnych lotnisk obsługiwanych przez ATR-y.

## Linie lotnicze i połączenia
- Vietnam Air Services Company (Ho Chi Minh)